# 材料力学
材料力学（ざいりょうりきがく、英語: strength of materials, mechanics of materials）は応用力学の一分野で、機械や構造物、固体材料に荷重が加わったときの変形、そして破壊の原理を研究する学問である。

## 広義と狭義
「材料力学」は、必要な環境下での材料の変形・破損・破壊特性を知るための学問である。実際の機械や構造物にどのような荷重が負荷し、それにより部材にどのような応力や変形が生じるかを調査・解析し、理論と実験の両面から材料と構造の健全性評価を取り扱うものである。
狭義の材料力学は、弾性力学に立脚した固体の弾性解析のうち、棒や軸などの一次元の構造や一次元の部材を組み合わせた単純な構造物の強度設計ならびに剛性設計を行うための基礎的な学問分野を指す。棒の引っ張りと圧縮、軸のねじり、はり（梁）の曲げとたわみ、柱の座屈といった一次元構造物の比較的単純な変形を想定し、荷重やモーメントなどの外力が負荷する場合の構造物の変形を取り扱う。大学の講義としての材料力学は、概して狭義の定義に従う場合が多い。土木工学・建築学における構造力学の内容も、この狭義の材料力学の内容に近い。構造力学と狭義の材料力学との違いは、材料力学では主に一つの構成部材を対象として変形や応力を解析することが多いのに対し、構造力学では複数の連結された部材からなる構造物の変形や応力を主な評価対象とする点である。このため、材料力学は構造力学の基礎の一つといえる。
広義の材料力学は，二次元・三次元の固体構造物の変形を扱う弾性力学・固体力学や、切欠きやき裂の健全性を評価する材料強度学・破壊力学、材料の非線形・非弾性変形を扱う弾塑性力学・粘弾性力学まで含んだ広い領域を指す。近年では固体力学における構造解析にはもっぱら有限要素法が用いられるので，有限要素法や境界要素法などの数値解析を含む学問領域も広義の材料力学に含まれると言える。さらにはひずみゲージやデジタル画像相関法等を用いたひずみ測定理論、超音波やX線を用いた材料・構造の非破壊検査技術、光弾性法や赤外線を用いた応力の可視化技術等も広義の意味で材料力学の範疇に含まれる。

## 主な内容
- 応力とひずみ
- 材料の機械的性質
- 一次元部材の引張と圧縮
- 熱応力
- 軸のねじり
- はりの曲げ
- 長柱の座屈
- 主応力（モールの応力円）
- ひずみエネルギー（カスティリアノの定理）